# グラフィックデザイナー
グラフィックデザイナー（英: graphic designer）とは、写真・動画・絵画・イラスト・文字などを同一画面に構成する人。グラフィックデザイナーの中心的な任務は、情報を視覚的に第三者へ伝えることにある。

## 解説
アートディレクター、エディトリアルデザイナー、写真家などを兼ねることも多く、組版、イラストレーション、ユーザインターフェース、ウェブデザインなども担当する場合があるが、専門職に委ねられる場合もある。パンフレットや広告のような出版・印刷される媒体、もしくはwebサイトのような電子的な媒体のためのグラフィックを主に作成する。
ただし、厳密には“graphic-”という形容詞自体が「印刷の- 図案の-」という英語的意味を持つため、WebデザイナーやUIデザイナーは「Webクリエイター」「CGグラフィッカー」と区別されるべきものである。
日本では「デザイン」あるいは「デザイナー」という名称は商業目的を指す事が多いため、画家はグラフィックデザイナーと区別されることを望む。横尾忠則のように画家になるためには、デザイナーをやめる必要があると考える者もいる。これは画家の方が制作に対して制約が少なく、格が上であるとの思想から。

## 歴史
橋口五葉は、日本で最初のグラフィック・デザイナーとして知られている。（生誕100年　橋口五葉展（2011年）チラシ（千葉市美術館）より）

## 主なグラフィックデザイナー

### 欧州
- アドルフ・ムーロン・カッサンドル （フランス）
- アルフォンス・ミュシャ （チェコスロバキア）
- アンドレア・ラウク（イタリア語版）（イタリア）
- イシュトヴァン・オロス（ハンガリー）
- ヴァルディマル・シヴェジ（英語版）（ポーランド）
- ウィム・クロウェル（オランダ）
- ウウェ・レーシュ（ドイツ語版）（ドイツ）
- エル・リシツキー （ロシア）
- クレア・リトリー（イギリス）
- ジョアン・マシャド（ポルトガル語版）（ポルトガル）
- タパニ・アートルマー（英語版）（フィンランド）
- ダニエル・P・ターナー（イギリス）
- ディック・ブルーナ(オランダ)…日本ではミッフィーシリーズを初めとする絵本作家として著名である。
- ピエール・ベルナール（英語版）（フランス）
- ピエレ・メンデル（ドイツ語版）（ドイツ）
- ブルーノ・モングッチ（英語版）（イタリア／スイス）
- ペア・アーノルディ（英語版）（デンマーク）
- ペーター・シュミット（ドイツ）
- ニクラウス・トロホラー（ドイツ語版）（スイス）
- ネヴィル・ブロディ（英語版）（イギリス）
- ロマン・シエスレヴィチ（英語版）（ポーランド／フランス）
- ヤン・レニツァ（英語版）（ポーランド／ドイツ）
- ヤン・ムロドゼニエツ（英語版）（ポーランド）
- ヨゼフ・ミューラー＝ブロックマン （スイス）

### アジア

#### 日本
- 青木克憲
- 青葉益輝
- 秋田寛
- 秋山孝
- 朝倉直巳
- 浅葉克己
- 粟津潔
- 伊藤直樹
- 稲吉紘実
- 井上嗣也
- 今竹七郎
- 宇野亜喜良
- 遠藤享
- おーくん・あきら
- 大橋正
- 大貫卓也
- 岡本滋夫
- 奥野正次郎
- 奥村靫正
- 葛西薫
- 片山利弘
- 勝井三雄
- 亀倉雄策
- 川上俊
- 菊地敦己
- 木村恒久
- 熊田五郎
- 工藤強勝
- 黒田征太郎
- 河野鷹思
- 小島良平
- 古平正義
- COCHAE（軸原ヨウスケ・武田美貴）
- サイトウマコト
- サカグチケン
- 坂本廣樹
- 佐藤可士和
- 佐藤晃一
- 佐藤卓
- 佐藤直樹
- 里見宗次
- 佐野研二郎
- 信藤三雄
- 杉浦康平
- 杉浦非水
- 杉田豊
- 鈴木夏希
- タイクーングラフィックス
- 竹村真太郎
- 田名網敬一
- 田中一光
- 田中秀幸
- 田邊雅一
- 立花ハジメ
- 谷田一郎
- 千原徹也
- 戸田正寿
- 戸田ツトム
- 永井一正
- 永井裕明
- 中島英樹
- 仲條正義
- 長友啓典
- 永原康史
- 中村誠
- 新島実
- 早川良雄
- 原研哉
- 原弘
- はりたつお
- 林規章
- 濱田増治
- 土方弘克
- 平野湟太郎
- 廣村正彰
- 福田繁雄
- 板東孝明
- 平野敬子
- 藤原太一
- フミ・ササダ
- 古田亘
- 堀内誠一
- 前田高志
- 松井桂三
- 松永真
- 松本弦人
- 水谷孝次
- 美澤修
- U. G. サトー
- 若野桂
- 森啓
- 柳瀬正夢
- 矢萩喜從郎
- 山名文夫
- 横尾忠則
- 和田誠

#### 香港
- 靳埭強（中国語版）（香港）[注釈 1]
- ヘンリー・スタイナー（英語版）（香港）

#### イスラエル
- ダン・ライジンガー（英語版）（イスラエル）

### 北アメリカ
- アイヴァン・チャマイエフ （アメリカ合衆国）
- アンドレア・グロスマン（アメリカ合衆国）
- エイプリル・グレイマン（英語版）（アメリカ合衆国）
- シーモワ・クワスト（英語版）（アメリカ合衆国）
- ステファン・サグマイスター（アメリカ合衆国）
- ソール・バス（アメリカ合衆国）
- バートン・クレイマー（英語版）（カナダ）
- ヒュー・サイム （カナダ）
- ヘンリー・ウルフ（英語版）（アメリカ合衆国）
- ポール・デイヴィス（英語版）（アメリカ合衆国）
- ポール・ランド（アメリカ合衆国）
- ミルトン・グレイザー（アメリカ合衆国）
- シーモア・クワスト（アメリカ合衆国）
- モーリス・ビンダー（アメリカ合衆国）

## 職能団体
- 日本グラフィックデザイナー協会 (JAGDA)